# Aoi Koga
Aoi Koga (jap. 古賀 葵 Koga Aoi; ur. 24 sierpnia 1993 w prefekturze Saga) – japońska seiyū, pracująca dla agencji 81 Produce. Znana jest z ról Sory Kaneshiro w Tenshi no 3P!, Yuri Miyaty w Two Car, Paimon w Genshin Impact, Kaguyi Shinomiyi w Miłość to wojna, Shōko Komi w Komi Can’t Communicate, Ange le Carré w Princess Principal: Crown Handler oraz Księżniczki Ellee/Cure Majesty w Hirogaru Sky! Precure. Była także częścią grupy muzycznej Baby’s Breath wraz z innymi członkiniami głównej obsady Tenshi no 3P!.

## Biografia
Koga interesowała się anime od dzieciństwa, oglądając seriale takie jak Cardcaptor Sakura i Ojamajo Doremi. Po raz pierwszy zainteresowała się aktorstwem głosowym po obejrzeniu programu telewizyjnego Okaasan to issho i polubieniu segmentów z kukiełkami występującymi w programie. To sprawiło, że zapragnęła „zaprzyjaźnić się z lalkami” i, wraz z jej zainteresowaniem anime, pomogło jej zdecydować się na karierę w branży rozrywkowej.
Chcąc zostać aktorką głosową, Koga pobierała lekcje aktorstwa w szkole zawodowej w Fukuoce. Następnie zapisała się do szkoły szkoleniowej agencji 81 Produce, z którą związała się po ukończeniu szkolenia. Jej pierwszą wymienianą w napisach końcowych rolą była kobieta w Rokka no yūsha. W 2017 roku została obsadzona jako postać Sory Kaneshiro w Tenshi no 3P!; stała się także częścią zespołu Baby’s Breath wraz z Yūko Ōno i Yuriką Endō. Później otrzymała rolę Yuri Miyaty w Two Car, gdzie wraz z Aimi Tanaką wykonała motyw końcowy serialu zatytułowany „Angelica Wind”. W 2019 roku zagrała rolę Kaguyi Shinomiyi w anime Miłość to wojna, za którą zdobyła nagrodę dla najlepszej aktorki pierwszoplanowej podczas 14. edycji Seiyū Awards. Zagrała również rolę cameo w adaptacji live action.

## Filmografia

### Seriale anime
2015
- Jewelpet: Magical Change[9]
- Rokka no yūsha – kobieta[9]
- Owarimonogatari – koleżanka z klasy[9]
- Sakurako-san no ashimoto ni wa shitai ga umatteiru – Mari[9]

2016
- Beyblade Burst – Momoko Ogi[9]
- JoJo’s Bizarre Adventure: Diamond Is Unbreakable – Akemi
- Aikatsu Stars! – Airi Amemiya, Umi Kaiyama i Yuri Ashida[9]
- Kiznaiver – uczennica[9]
- Shounen Ashibe GO! GO! Goma-chan – Yumiko-chan[9]
- Ja, Sakamoto – uczennica[9]
- Mahō shōjo? Naria Girls – Hanabi[9]

2017
- Beyblade Burst God – Honey Guten
- Tenshi no 3P! – Sora Kaneshiro[5]
- Two Car – Yuri Miyata[6]

2018
- Zombie Land Saga – Maria Amabuki[10]

2019
- Kaguya-sama wa kokurasetai: tensai-tachi no ren’ai zunōsen – Kaguya Shinomiya[7]
- Kōya no Kotobuki hikōtai – Betty[11]
- Fairy Gone – Chima
- Miecz zabójcy demonów – Kimetsu no Yaiba – Rokuta Kamado
- Kenja no mago – Christina Hayden[11]
- Toaru kagaku no Accelerator – Naru[12]
- Kono yūsha ga ore TUEEE kuse ni shinchō sugiru – Elulu[13]
- Kemono michi: Rise Up – Ceris[14]
- Machikado mazoku – kobieta z psem

2020
- Koisuru Asteroid – Sayuri Ibe[15]
- Kaguya-sama wa kokurasetai? Tensai-tachi no renai zunōsen – Kaguya Shinomiya[7]
- A Certain Scientific Railgun T –  Naru[16]
- Dokyū hentai HxEros – Chiya Hoya[17]
- Akudama Drive – młoda dziewczyna

2021
- Horimiya – Yuuna Okuyama
- Kyōkyoku shinka shita Full Dive RPG ga genjitsu yorimo kuso-ge dattara – Kaede Yūki[18]
- Isekai maō to shōkan shōjo no dorei majutsu Ω – Rose[19]
- Zombie Land Saga Revenge – Maria Amabuki[10]
- Bokutachi no Remake – Aki Shino[20]
- Blue Period – Yamamoto[21]
- Komi Can’t Communicate – Shōko Komi[22]
- Senpai ga uzai kōhai no hanashi – Mona Tsukishiro[23]
- Build Divide -#00000 (Code Black)- – Hiyori Tori[24]
- 180-byō de kimi no mimi o shiawase ni dekiru ka? – Kanako[25]

2022
- Build Divide -#00000 (Code White)- – Hiyori Tori[24]
- Kunoichi Tsubaki no mune no uchi – Ajisai[26]
- Kaguya-sama wa kokurasetai: Ultra Romantic – Kaguya Shinomiya[7]
- Shine Post – Natalya[27]
- Ku twej wieczności sezon 2 – Pocoa[28]
- Yūsha Party wo tsuihou sareta Beast Tamer, saikyōshu no nekomimi shōjo to deau – Mina

2023
- Hirogaru Sky! Precure – Księżniczka Ellee / Cure Majesty[29]
- Mashle – Love Cute[30]
- Synduality: Noir – Noir[31]
- 16bit Sensation: Another Layer – Konoha Akisato[32]
- Dekoboko majo no oyako jijō – Alissa[33]
- Kanojo mo kanojo sezon 2 – Risa Hoshizaki[34]
- Keiken zumi na kimi to, keiken zero na ore ga, otsukiai suru hanashi – Maria Kurose[35]

2024
- Mahō shōjo ni akogarete – Kiwi Araga / Leopard[36]

### Filmy anime
2021
- Princess Principal: Crown Handler – Ange[37]

2022
- Kaguya-sama wa kokurasetai: First Kiss wa owaranai – Kaguya Shinomiya[38]

2023
- Fate/strange Fake: Whispers of Dawn – Tsubaki Kuruoka[39]

2024
- Ōmuro-ke – Misaki Takasaki[40]

### ONA
2018
- Iya na kao sare nagara opantsu misete moraitai – Misuzu Tanahashi

2021
- Yōjo shachō – Nowani[41]

2022
- Kakegurui Twin – Mikura Sado[42]

2023
- Yōjo shachō R – Nowani[43]

### Filmy live action
2019
- Kaguya-sama wa kokurasetai: tensai-tachi no ren’ai zunōsen – pracownica kina[44]

### Seriale telewizyjne
2021
- Voice: 110 kinkyū shireishitsu 2 – Tomoko Murata[45]

### Dubbing
2020
- Tomek i przyjaciele – Gabriela, Darcy i Cleo

2022
- Link Click – Qiao Ling/Rin[46]

### Reklamy
- Toyota Raize – Luna[47]

### Gry wideo
2016
- Girls’ Frontline – FNP-9 i M950A

2019
- Honkai Impact 3rd – Rozaliya Olenyeva
- Dragalia Lost – Catherine

2020
- Genshin Impact – Paimon[48]
- Granblue Fantasy – Mireille[49]
- Dead or Alive Xtreme Venus Vacation – Lobelia

2021
- Action Taimanin – Noah Brown
- Azur Lane – Nicoloso da Recco
- Alchemy Stars – Pact
- Cookie Run: Kingdom – Pastry Cookie
- Magia Record – Kushu Irina
- MapleStory – Lara

2022
- Heaven Burns Red – Tama Kunimi
- Fate Grand Order – Kriemhild
- Sword Art Online: Integral Factor – Sanya
- The Legend of Heroes: Trails Through Daybreak II – Jolda[50]
- Xenoblade Chronicles 3 – Ino
- Path to Nowhere – Hella[51]

2023
- Da Capo 5 – Kako Yasaka[52]
- Loop8: Summer of Gods – Ichika[53]